# A Biblia írói
A Biblia írói több mint egy évezreden át írták a Biblia könyveit. 
Néhány könyv egy író munkája, míg más (egyetlen) könyv több szerzőé, de a könyvek nagy része különféle szerkesztéseken ment át, míg a ma ismert formájukban létrejöttek.
A hagyomány sokáig Mózest azonosította a Tóra szerzőjeként, Ezsdrást pedig további szerkesztőként. Szerintük Dávid király írta a Zsoltárokat, míg Salamon a Példabeszédeket és az Énekek Énekét. Bár a héber Biblia ritkán nevezi meg az íróit, az ókori közel-keleti prehellenisztikus világban a könyveket az írástudó közösségek készítették, őrizték és adták tovább.
Az alábbi cikk a modern bibliakutatók kutatásán, továbbá a keresztény és a zsidó vallási hagyományok nézetein alapul.

## Isteni szerzemény
A zsidóság szent könyve a Héber Biblia (Ószövetség); míg a kereszténység számára ez kibővül az őskeresztények által írt Újszövetséggel. Mindkét vallás a  saját Szentírását Isten a prófétákon és a szent embereken keresztül közölt kinyilatkoztatásának tekinti.
A Timótheoszhoz írt 2.levél alapján (amelyet korábban Pál apostolnak tulajdonítottak): 
 “A teljes Írás Istentől ihletett”  
– így a kereszténység jórésze magát Istent tekinti a Biblia szerzőjének, míg a Bibliai írói nézetük alapján csupán közvetítők voltak. Ezt a hitet kapcsolták a Biblia tévedhetetlenségéhez is.
A babiloni Talmud rabbijai szerint Isten a Tórát (Mózes első öt könyve) Mózesnek diktálta, próféciákat (jóslatokat) mutatott a prófétáknak, és inspirálta a Ketuvimot (az Ószövetség befejező részét) a Szent Lélek által.  A korai egyházatyák egyetértettek abban, hogy az írások Isten által lettek ihletve, vagy lediktálva, viszont abban már nem, hogy melyik volt szentírás: ennek köszönhetően az ortodox egyház és a római katolikus egyház néhány könyvet inspiráltnak tart, viszont a protestantizmus nem. Egy ehhez hasonló vita épült az Újszövetség köré is, míg az i. sz. 4. században le nem záródott.
Az Isten által szerzett írások természete sokáig a viták főtárgya volt. Luther Márton szerint az emberi írók Isten diktálása után szerezték az írásokat, ugyanezt vallotta XIII. Leó pápa is a 19. században, viszont a 20. században számtalan katolikus és protestáns teológus is eltávolodott ettől a meghatározástól, és az emberi szerzőkre fektették inkább a hangsúlyt. A mai kutatói körök zömmel elutasítják azt a feltevést, hogy a Biblia írásai tévedhetetlen isteni eredetűek (→ bibliai tévedhetetlenség). A teológusok látszólag egyetértenek, hogy a Biblia igaz, de jelentős nézetkülönbségeik támadtak az igaz voltának a jelentéséről és annak mértékéről.
Még konzervatív tudósok is elfogadták a tényt, miszerint például Izajás (Ésaiás) – az Ószövetségben található egyetlen könyvének – több szerzője van és például Pál második levele a korinthosziakhoz valójában két egybeírt levél. 

## Héber Biblia (Ószövetség)
A Héber Biblia (másképp Tanakh), azon írásokat foglalja össze, melyet a judaizmus használ Bibliaként; ugyanezek a könyvek, kicsit eltérő sorrendben, megegyeznek a protestáns Biblia Ószövetségével. A lent látható sorrend a Héber Biblia sorrendjén alapul.

### Tóra (Mózes könyvei)

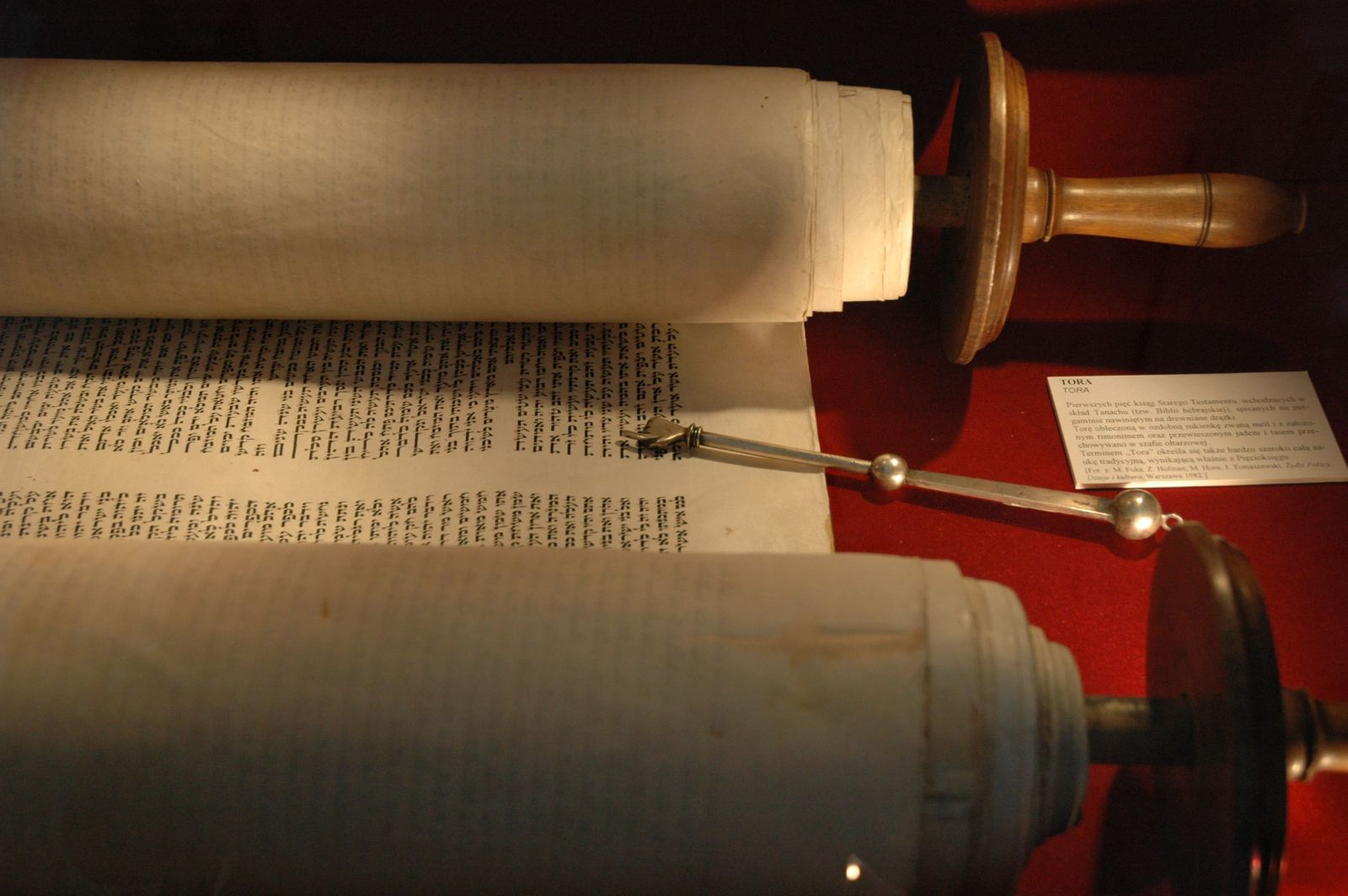
A Tóra egy kézírásos példánya

A Héber Biblia első fejezete a Tóra, melynek jelentése „utasítás” vagy „törvény”; szaknyelven sokszor említik görög nevén, Pentateuchként („öt tekercs”). A következő könyvek alkotják: Genesis (Teremtés), Exodus (Kivonulás), Léviták, Számok és Deuteronomium (2. Törvénykönyv). Ezek a könyvek kezdik minden keresztény Biblia Ószövetségét. 
A rabbi hagyomány szerint a Tóra öt könyvét (Pentateuchus) Mózes írta, kivéve az 5. könyv (Deuteronomium) utolsó nyolc versét, mely a halálát írja le. Ma már azonban a tudósok legnagyobb része azonban egyetért abban, hogy Mózes öt könyve nem egy szerző által lett létrehozva, és hogy ezek összeállítása is évszázadokba telt.

#### Az első négy könyv
A 19. század végétől a bibliakutató teológusok között többnyire egyetértés van, miszerint Mózes első négy könyve (Genesis, Exodus, Léviták, Számok) négy, egymástól független dokumentum összeállításából jött létre, amiket a következő néven ismernek: 
- Jahvista forrás,
- Elohista forrás,
- Deuteronómista forrás,
- Papi forrás.

Ez a nézet számos felülvizsgálaton ment keresztül, és arra jutottak, hogy Mózes könyvei fokozatosan lettek összeállítva, egy hosszabb idő eltelte alatt. A kutatások alapján a könyvek végső változatának kialakulását időben későbbre helyezték, a Kr. e. 5. század köré, amikor Júda perzsa uralom alatt állt.

#### Az ötödik könyv
A Deuteronomium (Mózes ötödik könyve) az előző négy könyvtől jelentősen eltér. Helye a dokumentarista hipotézisben rendhagyó, mivel a négy első könyvvel ellentétben, egyetlen „forrásra” utal. Az elkészültének folyamata valószínűleg több száz évet igénybe vett, a Kr. e. 8. századtól egészen a Kr. e. 5.–4. századig. Íróit profetikus körökként azonosították (különösen Hóseás próféta), továbbá lévita papok, bölcselők és írástudók személyei. 
| Könyv                                                     | A hagyomány alapján a szerző és megírása | A modern bibliatudomány alapján a szerző(k) és megírása |
| --------------------------------------------------------- | ---------------------------------------- | --- |
| Mózes első négy könyve (Genesis, Exodus, Léviták, Számok) | Mózes, Kr. e. 15–13. század              | Egymástól független, négy dokumentum összeállításából jöttek létre, a végleges változat a száműzetés után: Kr. e. 5.–4. század. |
| Mózes ötödik könyve                                       | Mózes, Kr. e. 15–13. század              | Különböző személyek. Az 5–26. rész feltehetőleg a Kr. e. 7. század végén, Jósiás uralkodása (Kr.e. 641–609) idején született. A könyv a száműzetés alatt (Kr.e. 586–539) a 1–4. és a 29–30. fejezetekkel bővül. A száműzetés után (Kr. e. 5–4. század) a 19–25. fejezetek kibővülnek és a könyv a 27. és 31–34. fejezetekkel lesz kiegészítve. Egyesek kutatók az 5–26.résznél más dátum mellett érveltek, akár Manassé uralkodása alatt (Kr.e. 687–643), illetve a végleges változatnál a száműzetés utáni utáni időszakban (K.e. 6–4. század). |

Az elmúlt évtizedekben több tudós bírálta a négy forrás alapú modellt, és számos más megközelítés is megjelent. Így például egyesek úgy gondolják, hogy a Tóra fő narratíváját az idők során további anyaggal „kiegészítették”. Ezen kívül más nézetek is megjelentek.

### Próféták

A 20. századi dokumentarista hipotézis diagramja.
- J: Jahvista forrás (i.e. 10–9. század)
- E: Elohista forrás (i.e. 9. század)
- Dtr1: korai (i.e. 7. század) deuteronomi forrás
- Dtr2: későbbi (i.e. 6. század) deuteronomi forrás
- P*: Papi forrás (Kr. e. 6–5. század)
- D†: Deuteronomi
- R: Redaktor
- DH: Deuteronomista történelem (Józsué könyve, Bírák, Sámuel könyvei, Királyok könyvei

#### Korai próféták és történeti könyvek
A korai próféták (héber: Nevi'im Rishonim  נביאים ראשונים), alkotják a Héber Biblia (Ószövetség) második fejezetének első részét, a Nevi'im-et, mely „prófétákat” jelent. 
A Kr. u. 2. századbeli zsidó hagyományok szerint Józsué könyvét Józsué szerezte, A Bírák könyvét és Sámuel könyveit Sámuel próféta (néhány szakaszt Gád és Nátán próféta) és a Királyok könyveit pedig Jeremiás. 1943 óta a tudósok többsége elfogadta Martin Noth  nézetét, miszerint a Deuteronomion, azaz Józsué, Bírák, Sámuel és a Királyok könyvei összetartoznak, amit „deuteronomista történelemnek” hívnak, mert nyilvánvalóan a szövetségre helyezi a hangsúlyt, ahogyan az Mózes 5. könyvében látható.
Noth vallta, hogy a „deuteronomista történelem” egyetlen író műve volt, aki a babiloni fogság alatt élhetett (Kr. e. 586-539). Ő kiindulópontként a Deuteronomion egyik korábbi verzióját használta, mely Jósiás király uralma alatt készülhetett (Kr. e. 7. század vége).Frank Moore Cross később azt mondta, hogy ez a forrás egy korábbi verziója Jeruzsálemben, Jósiás ideje alatt állt össze; ez az első verzió. A kutatók később újabb író-szerkesztőket fedeztek föl. Az 1990-es években néhányan elkezdték megkérdőjelezni a Deuteronomista történelem létezését és a könyvek eredetének kérdése tovább is vitatott.
Míg a szöveg valószínűleg némi szerkesztésen esett át az idők során, a tudósok általában úgy vélik, hogy a Krónikák könyvei elsősorban egyetlen szerző munkája, a narratíva általános egysége miatt. A szerző kiléte ismeretlen, bár egyes zsidó és keresztény hagyományok Ezsdrásnak tulajdonítják. Sok tudós úgy véli, hogy a szerző egy lévita pap volt, aki valamikor a babiloni száműzetés után Jeruzsálemben élt.

#### Későbbi próféták

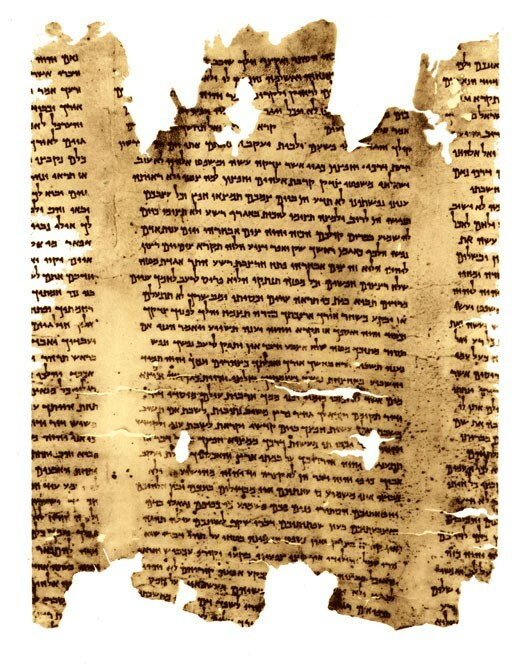
Egy részlet a Holt-tengeri tekercsek között talált Izajás könyvéből

A prófétai könyvek, mint például Ézsaiás, Jeremiás, Ámós, Sofóniás stb. szerzőségét hagyományosan annak a prófétának tulajdonítják, akiről az adott könyvet elnevezték, de sok mai bibliatudós alapján a kérdés jóval összetettebb, a későbbi írók és szerkesztők – talán az eredeti próféta tanítványai illetve mások is – szerepet játszottak a könyvek összeállításában, időnként a megírásában is.

##### Izajás (Ésaiás)
A tudósok úgy vélik, hogy két vagy három fő részre kell osztani, ahol az Ézsaiás 1–39 fejezeteit általában az eredeti Ézsaiásnak, míg az Ésaiás 40–66-ot egy vagy több későbbi írónak tulajdonítják, akikre jellemzően „Deutero-” (második-) és „Trito-” (harmadik-) Ézsaiás néven hivatkoznak.
Mai kutatók Izajás (Ésaiás) könyvét leginkább három részre osztják:
- „Első Izajás” (1-39. fejezetek), melyben a Kr. e. 8. századi Izajás próféta szavait és tanítványainak későbbi kibővítéseit tartalmazza;[29]
- „Deutero (második)-Izajás” (40-55. fejezetek), szerzője egy ismeretlen zsidó, aki Babilonban élt a babiloni fogság utolsó éveiben;
- „Trito (harmadik)-Izajás” (56-66. fejezetek), Deutero-Izajás ismeretlen jeruzsálemi tanítványai, a babiloni fogság után (habár számos tudós úgy véli, hogy az 55-66. fejezeteket Deutero-Izajás írta Babilon bukása után.)[30]

##### Jeremiás
Jeremiás a késői Kr. e. 7. és a korai 6. századokban élt. Jeremiás könyve bemutatja Bárukot, mint a próféta társát, aki többszöri alkalommal leírja szavait, ennek megfelelően spekulációk születtek, amik szerint Báruk szerezhette a könyv egyik korai verzióját. A 20. században kezdetén Sigmund Mowinckel háromféle anyagot ismert fel a könyvben:
- (A anyag) Jeremiás 1-25 rész, mely Jeremiás próféta szavait tartalmazza,
- (B anyag) az életrajzi közvetlen beszédet, amit egy tanítványa írhatott kb. Kr. e. 580-480 tájékán,
- (C anyag) a maradék rész, későbbi időszakokból.

##### Ezékiel
Ezékiel könyve Ezékiel szavait tartalmazza, egy papét, aki fogságban élt Babilonban Kr. e. 593 és 571 között. A kézirat egy része viszont határozottan különbözik a másiktól, és nyilvánvaló, hogy a könyv kiterjedt, további szerkesztés alá lett vetve. Habár vitathatatlan, hogy a könyv nagy részét Ezékiel szerezte, viszont a ma ismert formáját magasan képzett papok készítették, akik közel álltak a Templomhoz.

##### Kispróféták
A kispróféták könyvei mind egy művet alkotnak a Héber Bibliában. A mai tudósok egyetértenek abban, hogy a "Tizenkettek könyve" egy olyan szerkesztési folyamat volt, amelyet egy következetes összegyűjtés eredményezett. A mű végső formájának kialakulásának ideje a perzsa időszakra saccolható, Kr. e. 538 és 332 közé. Az egyes könyvek alapján a tudósok feltételezik, hogy létezik a prófétai hagyomány olyan eredeti magja, amely annak a személynek tulajdonítható, akiről a könyv a nevét kapta. Figyelemreméltó kivétel Jónás könyve, mely nem tartalmaz próféciákat, és a kutatók alapján valószínűleg a babiloni fogság után (Kr e. 5-4. század) vagy a hellenisztikus időszakban íródott.

### Költői könyvek és írások
A Biblia költői könyvei Jóbtól a Salamon énekéig terjednek. Ezen művek többségének szerzője ismeretlen.
A hagyomány Dávidot sok zsoltár szerzőjeként azonosítja; és a Példabeszédeket, az Énekek énekét és esetleg a Prédikátort (bár ez névtelen) gyakran hozzák kapcsolatba Salamonnal.

#### Zsoltárok
A zsoltárok könyve mély, személyes hittől áthatott énekek és imádságok könyve. Számos szerzőt tudhat maga mögött, akik a Kr. e. 11 és a Kr. e. 5 század között írták művüket.

#### Jób
Jób könyvének ismeretlen szerzője valószínűtlen, hogy hamarabb írt volna a Kr. e. 6. századnál, és az összesített bizonyítékok egy babiloni fogság utáni dátumra utalnak. 1,000 sort tartalmaz, amelyből körülbelül 750 az eredeti műből származik.

#### Példabeszédek
A példabeszédek könyve számos összegyűjtött iratból áll, különböző forrásokból. Valószínűleg a 10:1-22:16 versek a legrégebbiek. A könyv többi részei feltételezhetően későbbi munkák. A mű végső formáját kb. a Kr. e. 3. században érte el.

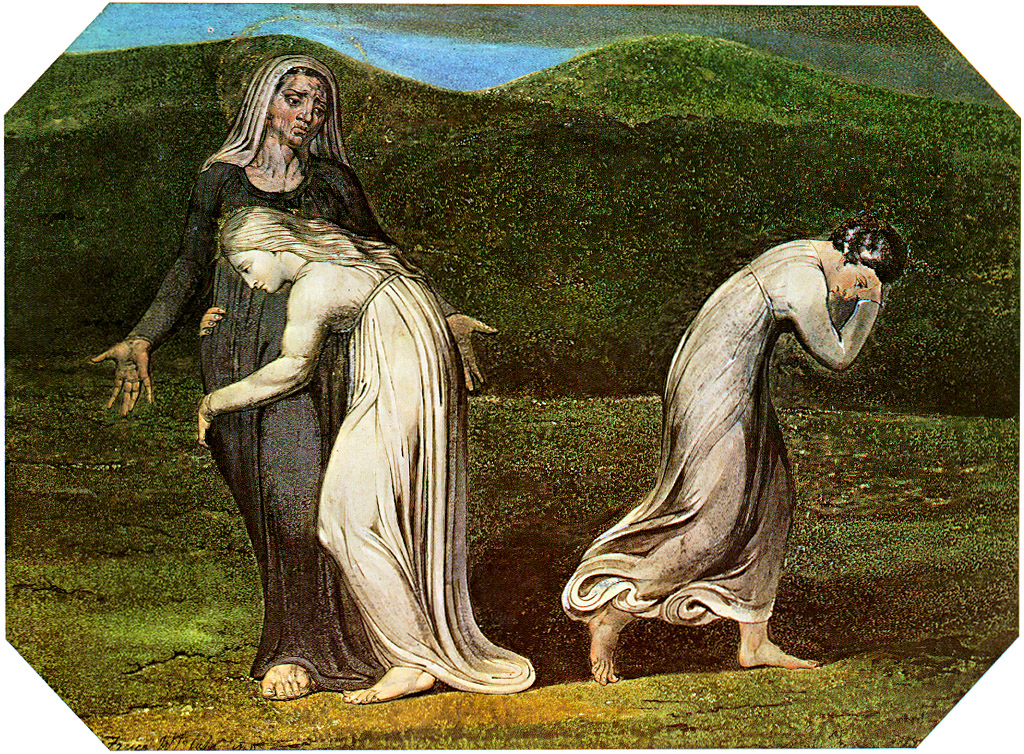
Naomi kérleli Rúthot és Orpát a Moábba való visszatérésre (William Blake, 1795)

#### Rúth
A Talmud Rúth könyvének íróját Sámuelt tartja, viszont ez ellentmondásokban áll a könyvben megjelenő részletekkel szemben. Egyik feltételezés szerint a szerző egy ismeretlen nő volt, vagy ha férfi volt, akkor olyasvalaki, aki igazán a szívén viselte a nők problémáit. A könyv nagymértékben egy egységes mű, habár Dávid genealógiája (leszármazása) később kerülhetett bele.

#### Énekek éneke (Salamon énekei)
Az Énekek éneke szerzőjeként hosszú ideig Salamon királyt gondolták, viszont a mai kutatók jelentős része a nyelv, a szókincs, a morfológia, az idióma és a szintaxis bizonyítékai alapján egyértelműen egy jóval későbbi dátumra, a Kr. e. 3. századra saccolja a könyv megszületését. Még mindig vita forog akörül, hogy a könyv egy egységes mű (egyetlen szerzőtől), vagy egy összetetebb versgyűjtemény.

#### A prédikátor könyve
A prédikátor könyvének megalkotását ma a Kr. e. 3. század közepére teszik. Származási helye feltételezhetően Jeruzsálem. A könyv íróját Salamonnak nevezi, viszont ez egy irodalmi fikció; a szerző „Qoheleth” néven is azonosítja magát, amelynek jelentését homály fedi, és amit többféleképpen értelmeznek, személynévként, mozaikszóként, tisztségként stb.

#### Siralmak könyve (Jeremiás siralmai)
A Siralmak könyve szerzője a hagyomány alapján Jeremiás próféta; nyelvészeti és teológiai bizonyítékok viszont arra mutatnak, hogy a könyv kb. a Kr. e. 3–2. században íródhatott, és struktúrája különbözik a többi könyvétől. Tartalma a babiloni fogság alatti/utáni időszakokat írja le.

#### Eszter
Eszter könyve a Kr. e. 4. század végén vagy a Kr. e. 3. század elején íródott a keleti diaszpórákban élő zsidók által. A könyv műfaja novella alapú, rövid történet, témája pedig bölcsességi irodalmon fekszik; forrása még mindig tisztázatlan.

#### Dániel
Dániel könyve a hagyomány alapján a Kr. e. 6. században élő Dániel próféta munkája; a mai tudósok túlnyomó többsége azonban a Kr. e. 2. századra teszi a megírását.
A könyv három nyelven keletkezett (héber, arámi, görög) és egyike a nagyszámú zsidó apokalipszisnek, amelyek mindegyike álnéven íródott. A könyv első felének történetei feltehetőleg korábbi legendák, a második felének látomásai pedig ismeretlen szerzők termékei a makkabeus korból. 

#### Eszdrás-Nehémiás
Esdrás könyve és Nehémiás könyve eredetileg egy egységes mű volt, ugyanarra a tekercsre írták mindkettőt, szoros egységet alkotnak, ez volt az Esdrás-Nehémiás. H.G.M Williamson (1987) kutatásában három alapvető lépést talált, ami a mű végleges formájához vezetett:
- (1) különböző listák és perzsa dokumentumok összetétele, melyek szerinte hiteles munkák és egyben a könyv legrégebbi részei;
- (2) az „Esdrás-emlékirat” és a „Nehémiás-emlékirat” összetétele, kb, Kr. e. 400;
- (3) az Esdrás 1-6 kompozíciója, mint az utolsó szerkesztő bevezetője a korábbi írásokhoz, kb. Kr. e. 300.

Lester Grabbe (2003) az Esdrás-Nehémiás írások egyesítésének idejét a végleges szerkesztésekkel együtt a Ptolemaida-dinasztia idejére teszi, a Kr. e. 3. századra.

#### Krónikák könyve
A krónikák első és második könyve ismeretlen szerzőé, aki lévita volt Jeruzsálemben, valószínűleg a Kr. e. 4. század végén.
Habár a könyv két részre van osztva (Krónikák első és második könyve), a tanulmányok többsége egyetlen szöveget tart számon, hosszabb későbbi kiegészítésekkel és módosításokkal.

## Deuterokanonikus könyvek(Bibliai apokrifek)

Tóbiás, Rafael és a hal (Pieter Lastman: Tóbiás könyvének illusztrációja)

A katolikus és ortodox egyházak a következő könyvek összességét vagy egy részét adják hozzá a Bibliájukhoz.

### Dániel könyvének kiegészítései
Dániel könyve számos kiegészítést tartalmaz, amely nem található meg a héber/arámi verziókban. Azariás imádsága (Dániel egyik társa) körülbelül a Kr. e. 160-as években íródott, amikor is IV. Antiokhosz elnyomás alatt tartotta a zsidókat. A szent három gyermek éneke (a három ifjú a tüzes kemencében) valószínűleg jeruzsálemi papi körökben íródott. Zsuzsanna és a vének története kb. Kr. e. 170-130-ban volt összeállítva. Bél és a sárkány megírása idejének meghatározása kissé nehéz, a szöveg eredetéről nincs megbízható információ.

### Esdrás 1-2
Szent Jeromos latin Bibliája (a Vulgata) négy Esdrás könyvet tartalmazott: (lásd még: Esdrás) Jeromos Esdrás 1-2 könyve át lett nevezve Esdrás és Nehémiás könyvévé; a maradék könyvek, mindegyik kettőt lépett följebb a legtöbb verzióban, viszont a számozási rendszer még mindig zavaros maradt. A jelenlegi Esdrás 1 a Krónikák könyveiből és Esdrás könyvéből merített ihletett, viszont Nehémiást teljes mértékben figyelmen kívül hagyja. Valószínűleg Kr. e. 2. században íródhatott. Az Esdrás 2-nek semmi kapcsolata nincs a többi Esdrás könyvvel, főszereplőként magát a prófétát veszi. Valószínűleg i. sz. 70 körül íródott, nem sokkal a jeruzsálemi templom elpusztítása után.

### Báruk könyve
Báruk könyvének szerzője a hagyomány szerint az a Báruk volt, akit Jeremiás próféta társának tartanak. A mai kutatók szerint viszont ez valószínűtlen és a makkabeusok korára teszik a könyv keletkezésének idejét.

### Makkabeusok 1, 2, 3, 4
A Makkabeusok első könyvének ismeretlen írója egy zsidó történész volt, akinek az életét Kr. e. 100 köré teszik.
A Makkabeusok második könyve alaposan felülvizsgált és tömörített verziója egy ismeretlen író munkája, aki Kürénéi János néven jelenik meg. A könyv emellett még tartalmaz néhány zsoltárt, amiket az az ismeretlen szerző írt, aki a tömörítést végezte (akit „az Epitomistaként” is hívnak). János valószínűleg a Kr. e. 2. század közepétől a végéig írt, az "Epitomista" Kr. e. 63 előtt.
A Makkabeusok harmadik könyve az egyiptomi zsidó közösséggel foglalkozik, fél évszázaddal a lázadás előtt, ami arra utalhat, hogy az író egy egyiptomi zsidó volt, valószínűleg egy alexandriai lakos. A Kr. e. 100-75 dátum a leghelytállóbb.
A Makkabeusok negyedik könyve feltételezhetően i. sz. 1. század közepén íródott, egy Szíriában vagy Anatóliában élő zsidó által.

### Jeremiás levele
Jeremiás levele nem Jeremiás munkája; az író látszólag azért használta a próféta nevét, hogy munkája jogvédett lehessen. A mű szerzője nem is Báruk, Jeremiás kísérője, habár a Katolikus Bibliában Báruk utolsó fejezeteként tűnik fel. A levél bizonyítékai Kr. e. 317-re mutatnak, szerzőként pedig egy palesztini zsidót neveznek meg.

### Manassé imája
Manassé imája a betegeskedő, ám most bűnbánó Manassé júdai király imájának összefoglalója. A valódi szerző ismeretlen és a mű keletkezésének ideje valószínűleg a Kr. e. 2. vagy 1. század.

### Sirák fia könyve és A bölcsesség könyve
Sirák fia könyvének szerzője Ben Sira lehet. Valószínűleg egy írnok volt, aki Jeruzsálem fiatalságának nyújtott útmutatásokat. Unokájának előszója segít meghatározni a könyv keletkezésének idejét, ami kb. a Kr. e. 2. század első negyede, Kr. e. 196-ra, és IV. Antiokhosz zsidó elnyomásának ideje közé tehető, aki Kr. e. 175 és 164 között uralkodott. A bölcsesség könyve valószínűtlen, hogy a Kr. e. 2. századnál hamarabb íródott volna, ezért kb. Kr. e. 100 és 50 közé saccolják keletkezésének idejét. A könyv nagy részben farizeusi tanításokat tartalmaz.

### Eszter kiegészítései
Maga Eszter könyve kb. Kr. e. 400-ban íródhatott a perzsa birodalom keleti provinciáiban élő zsidók által, végső formáját pedig a Kr. e. 2. században érte el; a héber írásban található zsoltárok fölött keringő kétségek vezettek Eszter kiegészítéseihez; görög fordításában a Kr. e. 2. sz végén vagy a Kr. e. 1. század elején keletkezhetett.

### Tóbiás könyve
Tóbiás könyve a Kr. e. 8. században játszódik le, és nevét főszereplőjéről, egy istenfélő, fogságban élő zsidóról kapta. A mai általánosan elfogadott dátum a mű születésének kapcsán a Kr. e. 2. század eleje.

### Judit könyve
Judit könyve Izraelben játszódik le. Erős perzsa hatások vannak benne, ami Kr. e. 4. századi dátumot sugall; és párhuzamba állítható a hasmoneusok korával is, ami egy Kr. e. 2. századi dátumra utal. Általában farizeusi írásként van emlegetve, viszont egy szadduceusi eredet sem kizárható.

### További zsoltárok
A kánoni zsoltárok 150 fejezetet tartalmaz. A 151. zsoltár általában görög fordításokban található meg, a héber verzióját pedig a Holt-tengeri tekercsek között találták meg.
A 152-155. zsoltárok a szír Pesitta Biblia részei, melyeknek egy részét szintén Kumránban találták meg.

## Újszövetség

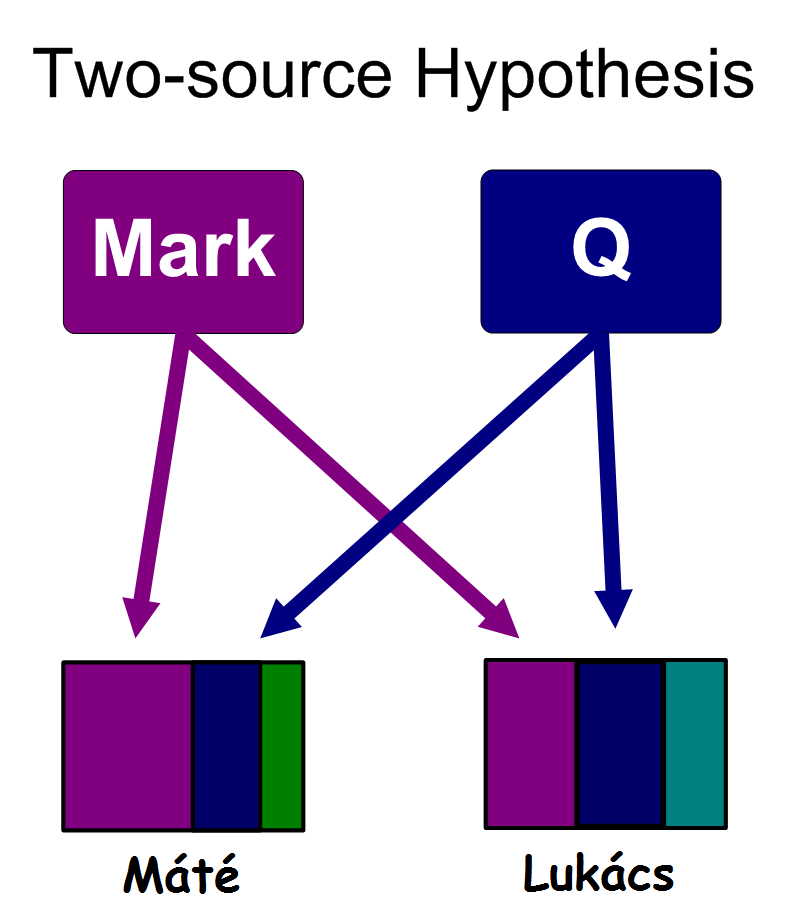
A dupla-forrású hipotézis

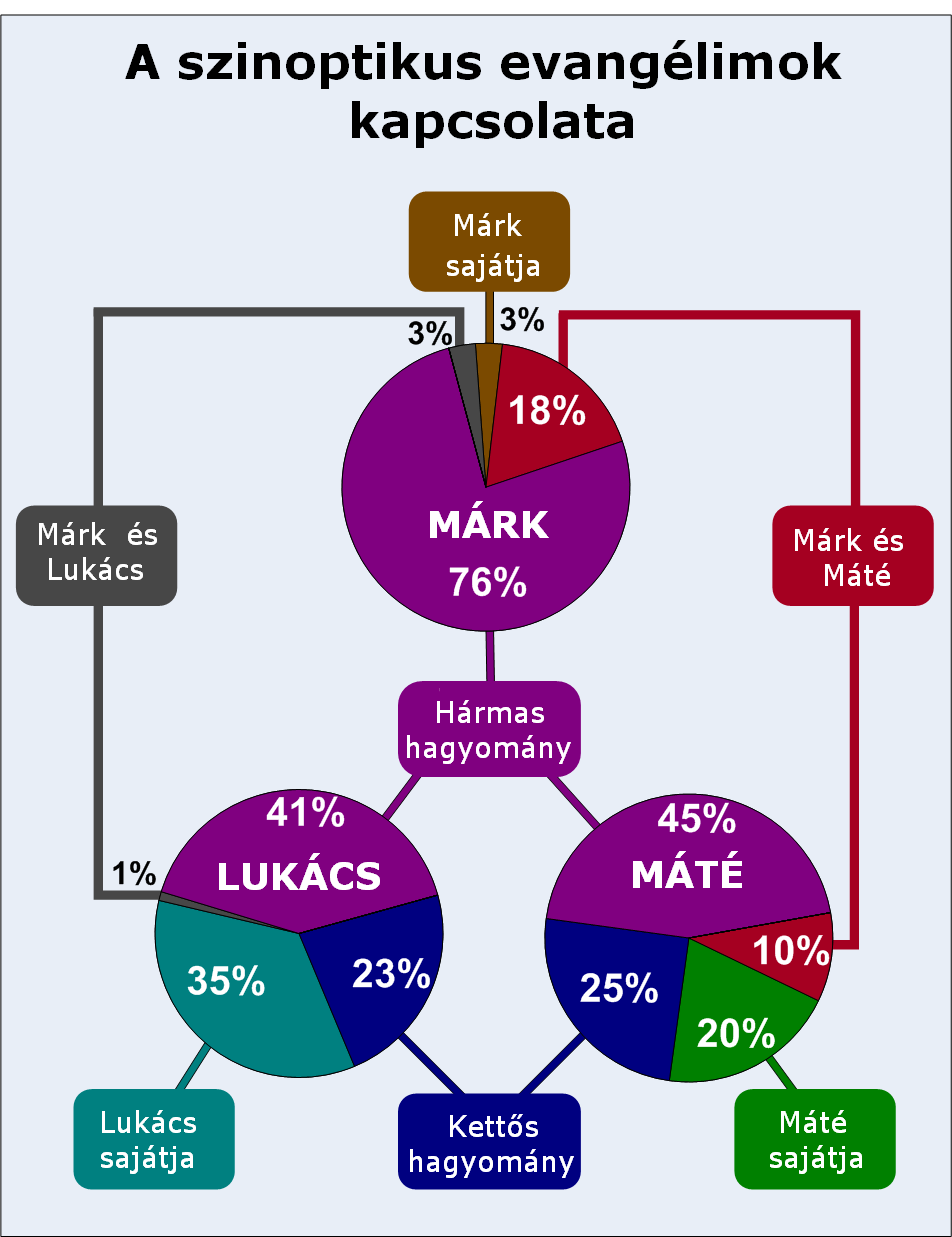
A szinoptikus evangéliumok kapcsolata

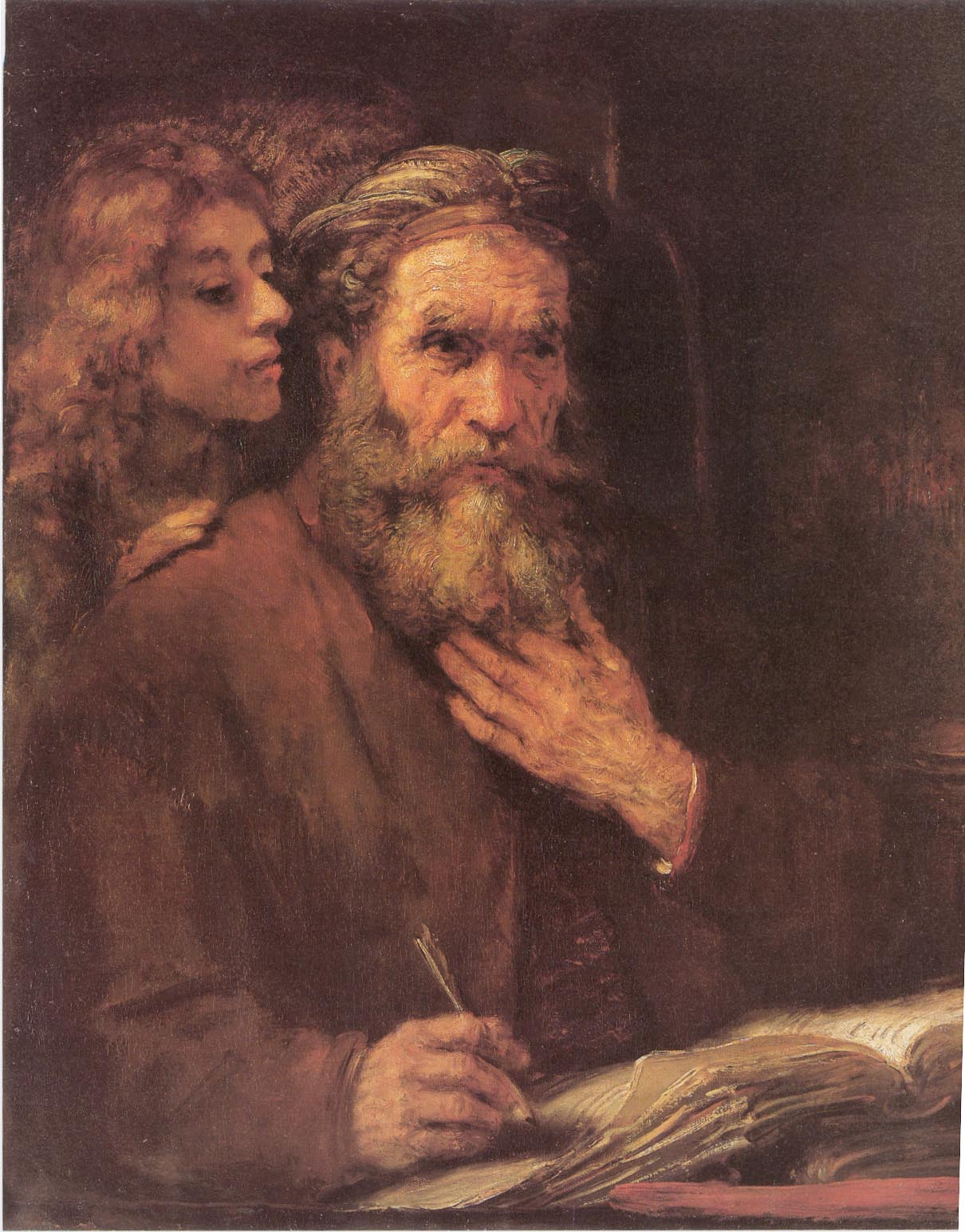
Rembrandt: Máté egy angyal által inspirálva. A kora újkorban még úgy vélték, hogy isteni sugallmazásra jött létre a Biblia, azon belül az evangéliumok.

### Evangéliumok és az Ap. Cselekedetei
Az evangéliumok és az Ap. cselekedetei ismeretlen szerzőjűek, mivel egyik sem nevezi meg íróját. János evangéliuma részben kivétel lehet, mivel a szerző úgy utal magára, mint „a tanítvány, akit Jézus szeretett”, és mint Jézus belső köreinek tagja. A legtöbb történész viszont ezt a részt utólagosan beszúrtnak tartja (lásd lejjebb). Az evangéliumokból Jézus 12 és 30 éves közti időszakáról semmit nem tudunk meg.
Egyetértés van a bibliai történészek között azon a téren, hogy a szinoptikusok (Máté, Márk és Lukács) között létezik egy nagy mértékű kereszthivatkozás. Az egyszerű magyarázat erre a Dupla-forrású hipotézis, miszerint Márk lett elsőnek megírva, majd Máté és Lukács írói Márk feltételezett Q dokumentumára alapoztak.
A tudósok egyetértenek abban, hogy János evangéliuma lett utolsónak megírva, felhasználva különböző hagyományokat és tanúságtételeket. Továbbá a kutatók többsége egyetért abban is, hogy Lukács evangéliumának és az Az apostolok cselekedeteinek írója egyazon személy lehetett.

#### Márk
A négy evangélium közül Márk keletkezett leghamarabb, 70 után.
A hagyomány úgy tartotta, hogy a szerző Márk evangélista, Péter apostol társa, aki feljegyezte az ő elbeszéléseit. Ezt a nézetet a mai bibliatudósok többnyire elutasítják. Ez az evangélium egy olyan szerző munkája, aki különféle forrásokra támaszkodott, elbeszélésben és teológiájában is. Számos jel arra mutat (pl. Péter tekintélyének fontossága), hogy az író Szíriában vagy Palesztinában írta a könyvet egy nem-zsidó keresztény közösségnek.

#### Máté
A korai keresztény hagyomány szerint Máté evangéliuma „héberül” lett megírva (arámiul, amely Júdea nyelve volt) Máté apostol, a vámszedő és Jézus tanítványa által, a mai tudósok viszont elutasítják ezt a feltételezést, és szerintük nem valószínű, hogy az evangéliumot egy szemtanú írta.
Hierapoliszi Papiasz (kb. 60-120) - aki az apostolok közül senkit sem ismert, - úgy hitte, hogy Máté összegyűjtötte Jézus héber nyelvű tanításait, amit aztán mások lefordítottak. Papiasz leírása viszont nem felel meg annak, amit az evangéliumról ismerünk: a mű görögül lett megírva, se arámiul, se nem héberül; a görög Márk evangéliumán és a hipotetikus Q dokumentumon alapszik, nem pedig beszédek gyűjteményén.
Habár a szerző ismeretlen, az evangélium belső tanúságai azt sugallják, hogy az egy zsidó férfi volt, aki egy hellenizált városban élt, valószínűleg a szíriai Antiókhiában akinek munkássága i. sz. 70 és 100 közé tehető.

#### Lukács evangéliuma és Az apostolok cselekedetei
Egységes egyetértés van abban, hogy Lukács evangéliuma és Az apostolok cselekedetei eredetileg egy két kötetes mű volt, amit egyazon író írt, akit Luk. 1:3 alapján Teofil (Theofilus) néven ismernek, amely vagy a személy neve vagy tiszteletbeli címe volt. Ez az író egy „amatőr hellén történész” volt, járatos a görög retorikában.
A hagyomány szerint az evangélium szerzője Lukács evangélista volt, Pál apostol egyik társa, viszont számos mai tudós kétségét fejezi ki és a vélemények erősen megosztottak ebben a témában. Sőt, úgy vélik, hogy a Lukács és az Ap. Cselekedetei szerzője egy ismeretlen keresztény író volt, aki valószínűleg szemtanúja sem volt a Lukács evangéliumában leírtaknak. A bizonyítékok egy része egyenesen az adott könyvek szövegéből való. Lukács evangéliumában az előszóban a szerző utal arra, hogy szemtanúi tanúvallomás "adatott nekünk", és hogy "alapos vizsgálatot" végeztek, viszont saját nevét nem említi meg, vagy azt, hogy bármilyen esemény szemtanúja lett volna. 
Az evangélium összeállításának legvalószínűbb időpontja i.sz. 80–110 körüli, és bizonyítékok vannak arra, hogy még később, a 2. században is átdolgozták az írást.
Egyre több tudós részesíti előnyben az Apostolok Cselekedeteinek megírásának késői dátumát, azaz i.sz. 110-120 körüli dátumot.

#### János evangéliuma
János 21:24 úgy azonosítja János evangéliumának szerzőjét, mint „a tanítvány”, és a 2. század második felétől ez a személy – akit maga az evangélium nem nevez meg  – János evangélistával azonosították. Ma már a legtöbb tudós egyetért abban, hogy az evangéliumnak ez a része és az egész 21. fejezet egy kitoldása a könyvnek, ami eredetileg János 20:30-31-nél ért véget.
Tudósok többsége az evangélium keletkezésének idejét 80 és 95 közé teszi.

### Levelek

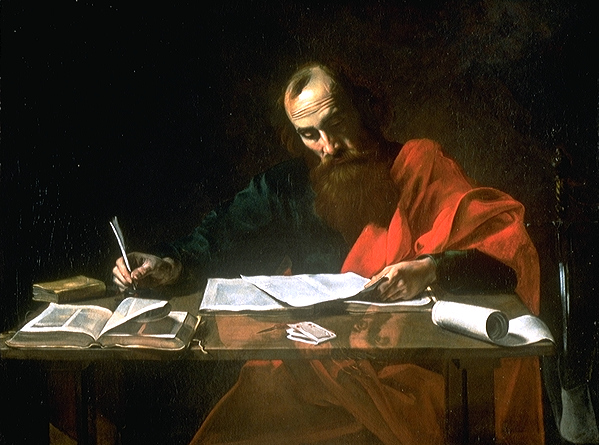
Szent Pál leveleit írja, 16. századi festmény. Számos kutató úgy tartja, hogy Pál lediktálta leveleit egy titkárnak, ahogy a Rómaiknak írt levél 16:22-ben egy írnok neve van megemlítve, Tertius

#### Pál levelei
Pál levele a rómaiakhoz, Pál első levele a korinthosziakhoz és Pál második levele a korinthosziakhoz, Pál levele a galatákhoz, Pál levele a philippibeliekhez és Pál levele Filemonhoz majdnem egységesen Pál apostol munkáiként vannak elismerve – a mutatószámok mindben, kivéve a Rómaiakhoz és a Galatákhoz írt levelekben, mind Pálra és legalább még egy személyre utalnak.
Három műnél, az ún. „Deutero-Páli leveleknél”: az epheszosziakhoz, a kolosszébeliekhez és a thesszalonikaiakhoz írt leveleknél sok kutató megkérdőjelezi Pál szerzőségét.
Három további pásztori levél - Pál első és második levele Timótheoszhoz és Pál levele Titushoz, valószínűleg ugyanattól a szerzőtől származnak, de számos történész-kritikus úgy tartja őket számon, mint valaki más, ismeretlen szerző munkáit.

#### Zsidókhoz írt levél
Az egyház úgy értelmezte a zsidókhoz írt levelet, mint Pál tizennegyedik levelét - egészen a reformációig, bár már az ókortól kezdve felmerült a kétely, hogy nem az ő műve. Nyelve és stílusa előkelően tiszta, nem Pál írásmódja. Másképpen idézi és használja az ószövetségi szövegeket is. Hiányzik belőle a címzés és bevezetés is, amellyel Pál a leveleit kezdi. Maga a tanítás is benne másképp van előadva.
Napjainkban szinte minden kutató már nem Pál apostolt tekinti a levél szerzőjének, hanem egy ismeretlen, a páli teológia hatása alatt álló írót.

#### Más levelek
A hagyomány alapján Péter első és második levelének Péter apostol; János evangéliumának és János első, második és harmadik levelének) János evangélista a szerzője, amelyek egy késői időben íródtak. 
Júdás levelének Júdás ("Jakab testvére"), Jakab levelének Jakab, az Úr testvére a szerzője.

#### János levelei
János első levele szerzője névtelen, míg a második és harmadik levelek a bekezdésükben csak úgy ismertetik szerzőjüket, mint „a presbiter”.

#### Péter levelei
Péter első levelét a korai egyházban minden nehézség nélkül elfogadták kánoninak. A második levél bár úgy említi szerzőjét, mint „Simon Péter, Jézus Krisztus szolgálója és apostola”, számos mai tudós ezt álnév használatának tartja és Péter utáninak tartja a levél megszületését. Nyelve különbözik az első levelétől. Az egész 2. fejezet hasonlít Júdás leveléhez és attól szabadon, de észrevehetően kölcsönöz.

#### Jakab és Júdás levele
A kutatók hasonlóan vélekednek Jakab, továbbá Júdás leveléről is, ahol szintén ál-szerzőt feltételeznek. Sokan Júdás levelének megszületését sem az 1. századra teszik.

### Jelenések könyve
A hagyomány alapján a jelenések könyve látomásainak lejegyzője János evangélista, aki egyben a negyedik evangélium írója is. Ez a nézet a 2. század óta elterjedt vélemény, de a mai kutatóknál a János név alatt író személy kiléte erős bizonytalanságot szül.

### Az Újszövetség könyvei
Az Újszövetség könyveinek keletkezési ideje és szerzője a hagyomány és a mai kutatók alapján, továbbá az első ismert másolattöredék keletkezése:
| Könyv              | Keletkezési idő és szerző (A hagyomány alapján) | Történetkritikai bevezetéstudomány álláspontja                                                      | Egyéb, széles körben elterjedt nézet alapján                                          | Első ismert másolattöredék keletkezése |
| ------------------ | ----------------------------------------------- | --------------------------------------------------------------------------------------------------- | ------------------------------------------------------------------------------------- | -------------------------------------- |
| Máté               | 40-70 között Máté                               | 1. század ismeretlen szerző                                                                         | kb. 85 körül                                                                          | 150-200 között                         |
| Márk               | 40-70 között Márk                               | 70 körül névtelen szerző                                                                            | 1. század                                                                             | 250 körül                              |
| Lukács             | 61-63 között Lukács                             | 80–110 között, de bizonyítékok vannak arra, hogy még a 2. században is átdolgozták. névtelen szerző | 80–110 között                                                                         | 175–250 között                         |
| János              | 70-100 között János                             | az 1. század vége vagy a 2. sz. eleje Nem János evangélista, hanem ismeretlen szerző                | 90 körül                                                                              | 125–160 között                         |
| Apostolok Csel.    | 63-80 Lukács                                    | 80–120 között                                                                                       | 95-100                                                                                | 250 körül                              |
| Római levél        | 55-58                                           | 56-57                                                                                               | 57                                                                                    | 175-225 között                         |
| 1-2. Kor. levél    | 57-58                                           | 55-57                                                                                               | 56-58                                                                                 | 175-225 között                         |
| Galata levél       | 55-58                                           | 55                                                                                                  | 55                                                                                    | 175-225 között                         |
| Efézus levél       | kb. 62 Pál                                      | 80–100 között Pál tanítványa lehetett                                                               | 80-90 Pál nevét használó ismeretlen szerző (pszeudoepigráf)                           | 175-225 között                         |
| Filippi levél      | 61-64                                           | 54-55                                                                                               | 54-55                                                                                 | 175-225 között                         |
| Kolossé levél      | 62 Pál                                          | 59 körül bizonytalan                                                                                | 1. század Pál nevét használó ismeretlen szerző (pszeudoepigráf)                       | 175-225 között                         |
| 1. Thessz. levél   | 51-52                                           | 50-51 körül                                                                                         | 51 körül                                                                              | 175-225 között                         |
| 2. Thessz. levél   | 52                                              | 50-52 körül bizonytalan szerző                                                                      | kb. 51 vagy a 70-es évek bizonytalan szerző                                           | 300 körül                              |
| 1-2. Tim. levél    | 63, 66                                          | 1. vagy 2. század ismeretlen szerző                                                                 | 1. vagy 2. század Pál nevét használó pszeudoepigráf (hamis forrásmegjelölésű) levelek | 350 körül                              |
| Titusz levél       | kb. 65                                          | 1. vagy 2. század ismeretlen szerző                                                                 | 1. vagy 2. század Pál nevét használó pszeudoepigráf (hamis forrásmegjelölésű) levél   | 200 körül                              |
| Filemon levél      | kb. 62                                          | 60 körül                                                                                            | 54–55 körül                                                                           | 3. század                              |
| Zsidókhoz írt lev. | kb. 63 Pál                                      | 70-90 a páli teológia hatása alatt álló ismeretlen szerző                                           | 80-90 ismeretlen szerző                                                               | 2-3. század                            |
| Jakab levele       | 44-49 között Jakab                              | az 1. század végén ismeretlen szerzőjű hamisítvány (pszeudoepigráf)                                 | 65–85                                                                                 | 3. század                              |
| Péter 1. levele    | 66 körül Péter                                  | 1. század vége, Nem Péter, hanem egy ismeretlen szerző                                              | 75-90                                                                                 | 3-4. század                            |
| Péter 2. levele    | 67 körül Péter                                  | 80-180 között ismeretlen szerző                                                                     | 110 körül ismeretlen szerző                                                           | 3-4. század                            |
| János 1-3 levele   | 1. század végén János                           | 96-110 Egyik levelet sem János apostol írta.                                                        | 90-110                                                                                | 3. század                              |
| Júdás levele       | kb. 67-70 Júdás                                 | bizonytalan, más valaki írta                                                                        | 50 és 110 között, más valaki írta                                                     | 3-4. század                            |
| Jelenések          | 95-96 János                                     | Leginkább 95 körül, Nem János, hanem a nevét használó ismeretlen személy.                           | 95 körül                                                                              | 150-200 között                         |

## Fordítás
- Ez a szócikk részben vagy egészben  az   Authorship of the Bible című angol Wikipédia-szócikk fordításán alapul.  Az eredeti cikk szerkesztőit annak laptörténete sorolja fel. Ez a jelzés csupán a megfogalmazás eredetét és a szerzői jogokat jelzi, nem szolgál a cikkben szereplő információk forrásmegjelöléseként.

### Bibliográfia
- Olson, Roger E.. The Mosaic of Christian Belief. InterVarsity Press (2016)
- Cohn-Sherbok, Dan. The Hebrew Bible. A&C Black (1996)
- Jacobs, Louis. The Jewish religion: a companion. Oxford University Press (1995)
- Rabin, Elliott. Understanding the Hebrew Bible: a reader's guide. KTAV Publishing House (2006)
- The Blackwell companion to the Hebrew Bible. Blackwell (2001)
- Oxford Bible Commentary. Oxford University Press (2001)
- Eerdmans Commentary on the Bible. Eerdmans (2003)
- Ehrman, Bart D.. Forged: Writing in the Name of God—Why the Bible’s Authors Are Not Who We Think They Are.. HarperCollins (2011. február 1.)
- Mercer Dictionary of the Bible. Mercer University Press (1991)
- William David Davies, Steven T. Katz, Louis Finkelstein, "The Cambridge History of Judaism: The late Roman-Rabbinic period" (Cambridge University Press, 2006)
- Brueggemann, Walter, "Reverberations of faith: a theological handbook of Old Testament themes" (Westminster John Knox, 2002)
- Graham, M.P, and McKenzie, Steven L., "The Hebrew Bible today: an introduction to critical issues" (Westminster John Knox Press, 1998)
- Mays, James Luther, Petersen, David L., Richards, Kent Harold, "Old Testament Interpretation" (T&T Clark, 1995)
- Van Seters, John. In search of history: historiography in the ancient world and the origins of biblical history. Eisenbrauns (1997)
- Van Seters, John. The Pentateuch: a social-science commentary. T&T Clark (2004)
- Wiseman, D.J.. Books in the Ancient Near East and in the Old Testament, The Cambridge History of the Bible. Cambridge University Press (1970)

#### Pentateuch
- Ska, Jean-Louis, "Bevezetés a Pentateuchba" (Eisenbrauns, 2006)

#### Deuteronomista történelem
- de Moor, Johannes Cornelis, and Van Rooy, H. F. (eds), "Múlt, jelen, jövő: a deuteronomista történelem és a próféták" (Brill, 2000)
- Albertz, Rainer (ed) "Izrael a fogságban: a Kr. e. mind a hat század történelme és irodalma" (Society of Biblical Literature, 2003)
- Romer, Thomas, "A deuteronomista történelem jövője" (Leuven University Press, 2000)
- Marttila, Marko, "A zsoltárok kollektív újraértelmezése" (Mohr Siebeck, 2006)

#### Próféták és írások
- Miller, Patrick D. and Peter W. Flint, (eds) "A zsoltárok könyve : kompozíció és recepció" (Brill, 2005)
- Blenkinsopp, Joseph, "Izraeli próféciák történelme" (Westminster John Knox, 1996)
- Clemets, R.E., "Jeremiás" (John Knox Press, 1988)
- Allen, Leslie C., "Jeremiás: egy kommentár" (Westminster John Knox Press, 2008)
- Sweeney, Marvin, "A tizenkét próféta" 1. kötet (Liturgical Press, 2000)
- Sweeney, Marvin, "A tizenkét próféta" 2. kötet (Liturgical Press, 2000)

#### Újszövetség
- Burkett, Delbert Royce, "An introduction to the New Testament and the origins of Christianity" (Cambridge University Press, 2002)
- Aune, David E., (ed) "The Blackwell companion to the New Testament" (Blackwell Publishing, 2010)
- Mitchell, Margaret Mary, and Young, Frances Margaret , "Cambridge Kereszténység történelme: Konstantini gyökerek" (Cambridge University Press, 2006)

## További irodalom
- Ószövetségi és Újszövetségi írók listája hagyományok és sejtések alapján
- Helms, Ronald McCraw (1996?). Ki írta az evangéliumokat? Első szerk. Millennium Press. ISBN 0-9655047-2-7